# ایسترن ایرویز
ایسترن ایرویز (به انگلیسی: Eastern Airways) یک شرکت هواپیمایی با کد یاتا T3 است که در ۱۹۹۷ میلادی تأسیس شده‌است. دفتر مرکزی ایسترن ایرویز در فرودگاه هامبرساید واقع شده‌است و به ۲۱ مقصد، پرواز انجام می‌دهد.